# Sani Kaita
Sani Kaita (* 2. Mai 1986 in Kano) ist ein nigerianischer ehemaliger Fußballspieler, der auch für die Nationalmannschaft auflief.

## Vereinskarriere
Der defensive Mittelfeldspieler wechselte zur Saison 2005/06 aus seiner Heimat, wo er zuletzt für Kano Pillars spielte, zu Sparta Rotterdam. Auch wenn er beim niederländischen Erstligisten drei Jahre lang nur Ergänzungsspieler war, wechselte er 2008 zum etablierten französischen Verein AS Monaco.
Dort bestritt in der Hinrunde der Saison 2008/09 nur drei Ligaeinsätze, was ihn dazu veranlasste den Klub Anfang 2009 leihweise in Richtung FK Kuban Krasnodar zu verlassen. Bei dem russischen Klub konnte er sich sofort in die Stammelf spielen.
Jedoch verließ er den um den Klassenerhalt kämpfenden Klub bereits im Sommer 2009 wieder, um sich auf Leihbasis dem Ligakonkurrent Lokomotive Moskau anzuschließen. Nur drei Ligaeinsätze und ein halbes Jahr später wechselte er erneut den Verein. Es folgte das nächste Leihgeschäft, dieses Mal kam er beim nordossetischen Klub Alanija Wladikawkas unter. Ende Mai 2010 wurde Kaita vom ukrainischen Klub Metalist Charkiw ausgeliehen. Im Wintertransferfenster 2011 wechselte Kaita auf Leihbasis für sechs Monate zum griechischen Erstligisten Iraklis.
Im April 2014 kehrte Kaita nach Nigeria zurück und trainierte dort mit Enyimba FC. Sein Debüt gab er am 7. Mai gegen Sharks FC und absolvierte im Rahmen eines dreimonatigen Leihvertrags einige Spiele für den Klub aus Aba. Die Leihe war Teil einer Initiative der League Management Company zur Förderung auslandsbasierter Profis. Für die Saison 2015 unterschrieb er bei Ifeanyi Ubah in der nigerianischen Premier League, kam dort jedoch nur zu wenigen Einsätzen. Im Jahr 2016 wechselte er nach Finnland zum Verein JS Hercules Oulu, der von seinem ehemaligen Nationaltrainer Daniel Amokachi betreut wurde.
Für die Saison 2017 unterschrieb Kaita beim Veikkausliiga-Verein Rovaniemen Palloseura. Sein Debüt für den Klub gab er am 28. Januar 2017 im Finnischen Fußballpokal beim 3:0-Sieg gegen Haukiputaan Pallo. Sein erstes Tor erzielte er am 22. April gegen Ilves Tampere in der 79. Minute, nachdem er drei Minuten zuvor für den verletzten Mannschaftskapitän Antti Okkonen eingewechselt worden war. Am Ende der Saison wurde er freigestellt, nachdem er in der zweiten Saisonhälfte nur noch sporadisch eingesetzt worden war. Nach der Saison erklärte Vereinspräsident Risto Niva öffentlich, dass die Verpflichtung Kaitas ein schlechtes Geschäft gewesen sei.

## Nationalmannschaftskarriere
Mit der nigerianischen U-20-Auswahl erreichte Kaita im Jahr 2005 das Finale der Junioren-Fußballweltmeisterschaft, wo Nigeria mit 1:2 gegen Argentinien verlor. Kaita kam in allen sieben Spielen des Turniers zum Einsatz.
Sein Länderspieldebüt für die A-Auswahl seines Landes gab er im Jahr 2005 beim Spiel gegen Libyen, seither kam er in 19 Länderspielen zum Einsatz. Bislang nahm er mit Nigeria zwei Mal an der Fußball-Afrikameisterschaft teil. Beide Male, 2006 und 2010, konnte Kaita mit seinem Team die Bronzemedaille gewinnen. Jedoch war er nur bei seiner letzten Teilnahme Stammspieler.
Außerdem zog Kaita bei den Olympischen Sommerspielen 2008 ins Finale ein und scheiterte dort mit Nigeria erneut an der argentinischen Auswahl, so dass ihn wieder nur der Gewinn der Silbermedaille blieb.
2010 wurde er von Lars Lagerbäck in den nigerianischen Kader für die WM 2010 berufen. Dort fiel er im zweiten Gruppenspiel gegen Griechenland negativ auf. Nach einem Zweikampf an der Außenlinie trat Kaita seinen Gegenspieler Vasilios Torosidis, der daraufhin zu Boden ging. Kaita wurde infolgedessen in der 33. Minute mit Rot vom Platz gestellt und seine zu diesem Zeitpunkt führende Mannschaft verlor am Ende mit 1:2.

## Erfolge
- WM-Teilnahme: 2010
- Silbermedaille bei den Olympischen Sommerspielen 2008 (6 Einsätze)
- Zweiter Platz bei der Junioren-Fußballweltmeisterschaft 2005 (7 Einsätze)
- Dritter Platz beim Afrika-Cup: 2006 (1 Einsatz), 2010 (5 Einsätze)